# Ecnomina
Ecnomina is een geslacht van schietmotten. De typesoort van het geslacht is Ecnomina spinosa.

## Soorten
Het geslacht kent de volgende soorten:
- Ecnomina alluna
- Ecnomina anulla
- Ecnomina attunga
- Ecnomina batyle
- Ecnomina beela
- Ecnomina boogoo
- Ecnomina bula
- Ecnomina chorisis
- Ecnomina cohibilis
- Ecnomina concava
- Ecnomina foramen
- Ecnomina gippslandica
- Ecnomina gullea
- Ecnomina incisura
- Ecnomina kavinia
- Ecnomina kepin
- Ecnomina lamingtonensis
- Ecnomina legula
- Ecnomina manicula
- Ecnomina merki
- Ecnomina mesembria
- Ecnomina ramosa
- Ecnomina rostrata
- Ecnomina scutica
- Ecnomina sentosa
- Ecnomina serrata
- Ecnomina sheldoni
- Ecnomina specensis
- Ecnomina spinosa
- Ecnomina thinotes
- Ecnomina trifurcata
- Ecnomina vega
- Ecnomina viatica
- Ecnomina volcella
- Ecnomina wamoom
- Ecnomina wanarra
- Ecnomina wirromandi
- Ecnomina zealandica